# Milan Baroš
Milan Baroš (pronuncia ceca [ˈmɪlan ˈbaroʃ]; Valašské Meziříčí, 28 ottobre 1981) è un ex calciatore ceco, di ruolo attaccante.
Ritenuto tra i migliori calciatori della Cechia, tanto da essere soprannominato Maradona di Ostrava durante la sua militanza al Baník, dopo aver vinto una Football League Cup (2003) col Liverpool, si consacra a cavallo delle estati 2004 e 2005, prima giocando un ottimo Europeo nel 2004 che gli consente di ottenere il premio di miglior marcatore – la Nazionale boema si ferma in semifinale – poi vincendo la Champions League 2004-2005 con il Liverpool. Successivamente, vince altri titoli con le maglie di Lione (campionato e Supercoppa di Francia nel 2007), Portsmouth (FA Cup 2007-2008) e Galatasaray (campionato e Supercoppa di Turchia nel 2012), dov'è capocannoniere nel 2009. Tartassato dagli infortuni, ritorna in patria per chiudere la carriera, vincendo anche una Coppa nazionale col Mladá Boleslav (2016).
Dopo aver fatto tutta la trafila delle giovanili, giocando le Olimpiadi di Sydney 2000, due Europei Under-21 e vincendo l'edizione 2002, nel 2001 esordisce con la Nazionale maggiore. Prende parte al Mondiale 2006 e a tre edizioni degli Europei (2004, 2008 e 2012), venendo eletto capocannoniere di Euro 2004 con 5 reti, oltre ad essere incluso nella squadra del torneo e a vincere il Golden Boot.

## Biografia
È nato a Valašské Meziříčí. Di etnia rom, è sposato con la modella connazionale Tereza Franková. La coppia ha un figlio.

### Autobiografia
Nel 2005, in collaborazione con Petr Svěcený e Ondřej Pýcha, pubblica un'autobiografia che racconta la sua vita, dall'infanzia sino al 2005.

## Caratteristiche tecniche
Dotato di un buon fisico, aveva un'ottima tecnica e uno spunto veloce, adatto ai contropiede. Spesso veniva utilizzato come unica prima punta ma all'occorrenza poteva fungere anche da seconda punta.
Nel 2001 è stato inserito nella lista dei migliori calciatori stilata da Don Balón.

## Carriera

### Club

#### Baník Ostrava
Nel 1987 entra nelle giovanili del Vigantice; rimane per diversi anni nel Vigantice prima di passare al Rožnov pod Radhoštěm nel 1991, e nel 1993 entra nelle giovanili del Baník Ostrava.
Esordisce nel 1998 con il Baník Ostrava, nella massima divisione ceca. Gioca sei partite nella parte finale della stagione, senza segnare alcuna rete. Il Baník arriva al quinto posto in campionato sfiorando l'accesso alla Coppa UEFA. Nella stagione 1999-2000 Baroš è schierato titolare: gioca 29 partite e segna 6 reti. La squadra disputa un campionato discreto, concluso piazzandosi nella parte centrale della classifica. In questa stagione è votato talento ceco dell'anno. Nel campionato 2001 si ripete: segna 6 reti in 26 incontri di Gambrinus liga. Il Baník Ostrava rischia la retrocessione, ma si salva nelle ultime giornate.

#### Il trasferimento al Liverpool e la vittoria in Champions nel 2005
Prima di passare al Liverpool lo stesso Baroš ammise di essere in sovrappeso di 7 kg: dovette cambiare radicalmente e velocemente la dieta e gli allenamenti.
L'8 agosto del 2001, è acquistato dal Liverpool per € 5,4 milioni (secondo altre fonti il prezzo si aggirerebbe intorno ai 5 milioni di euro) firmando un contratto quadriennale. A causa delle lungaggini per ottenere il permesso di lavoro, resta a Ostrava e arriva a Liverpool solo nel mese di dicembre. Inizia bene la stagione 2001-2002 in patria, marcando 11 reti in 15 partite di campionato col Baník Ostrava.
Al Liverpool indossa la maglia numero 5. Debutta con i Reds il 13 marzo 2002 in una partita di Champions League in trasferta contro il Barcellona (0-0). Per Baroš è l'unica apparizione della stagione 2001-02, condizionata da un infortunio. In campionato il Liverpool arriva al secondo posto dietro l'Arsenal, contro cui i Reds perdono anche la Community Shield 1-0. In Champions League gli inglesi escono dal torneo ai quarti contro il Bayer Leverkusen (4-3 complessivo).
Il 14 settembre 2002, Baroš realizza una doppietta all'esordio in Premier League contro il Bolton (2-3). Nelle settimane successive realizza una doppietta al West Bromwich (0-6), andando in gol anche in Football League Cup e in Champions League, dove sigla una rete contro il Basilea (1-1).
Nella stagione 2002-03 Baroš segna 9 reti giocando 27 incontri di Premier League; gioca una partita di FA Cup e quattro di Football League Cup segnando due reti. Gioca 8 incontri in Champions League e realizza una sola rete, e 4 in Coppa UEFA, senza gol. Il Liverpool si qualifica alla Coppa UEFA raggiungendo la quinta posizione in Premier e vincendo la Football League Cup in finale contro il Manchester Utd (2-0). La sua stagione si conclude con 44 presenze e 12 reti.
Il 13 settembre 2003 si rompe la caviglia in Blackburn-Liverpool 1-3. Dopo circa 5 mesi ritorna a giocare il 22 febbraio 2004 in Portsmouth-Liverpool 1-0, partita di FA Cup. Durante la sua assenza il Liverpool va avanti in Coppa UEFA: Baroš riesce a giocare contro il Levski Sofia (2-0). Il 29 febbraio ritorna a disputare un incontro di Premier League nella sfida contro il Leeds Utd, dove realizza la rete del 2-2.
La stagione di Milan Baroš con il club inglese si conclude con 18 presenze tra campionato, coppa nazionale e Coppa UEFA e solo due reti. In campionato la squadra raggiunge il quarto posto che gli consente di giocare la UEFA Champions League 2004-2005.
A inizio stagione il tecnico Houllier si dimette. Con l'arrivo di Rafael Benítez alla guida del Liverpool, Baroš viene considerato sempre meno, e nasce in lui un'antipatia verso l'allenatore spagnolo.
La stagione 2004-2005 comincia bene per Baroš: il 21 agosto 2004 realizza la sua prima rete in campionato, consentendo al Liverpool di battere il Manchester City 2-1. Il 16 settembre sigla il 2-0 contro il Monaco in Champions.
In campionato Baroš continua a segnare, realizzando, tre le altre, una tripletta nel 3-2 inflitto al Crystal Palace. Il 9 novembre viene incluso nei 50 candidati al Pallone d'oro 2004. Il 17 novembre esce nel primo tempo nella partita contro la Macedonia (valida per le qualificazioni ai Mondiali 2006) per un problema al muscolo flessore. In Football League Cup il 26 ottobre 2004, marca una doppietta contro il Millwall (0-3). Nella graduatoria del Pallone d'oro 2004 Baroš riceve 11 voti, raggiungendo il dodicesimo posto in classifica a pari merito con Cristiano Ronaldo; inoltre, è l'unico calciatore del Liverpool a essere stato nominato. Nel febbraio 2005, è secondo nella classifica del calciatore ceco dell'anno, dietro a Pavel Nedvěd.
Il 9 marzo sigla la sua seconda rete nella UEFA Champions League 2004-2005 contro il Bayer Leverkusen in trasferta (1-3). Questo sarà il suo ultimo gol stagionale con la maglia dei Reds. Segna 13 marcature stagionali, 10 di queste in campionato, 2 in Carling Cup e una in Champions.
Il 4 aprile 2005 Baroš è vittima di un altro problema muscolare al polpaccio.
In campionato i Reds raggiungono il quinto posto. In Carling Cup il Liverpool raggiunge la finale contro il Chelsea, ma i Blues a dieci minuti dalla fine recuperano lo svantaggio e rimontano nei supplementari vincendo per 3-2. In Champions, Baroš è titolare e il Liverpool continua il suo cammino europeo raggiungendo la finale, dove affronta i campioni d'Italia del Milan nello stadio Olimpico Atatürk di Istanbul: il Milan alla fine del primo tempo è avanti 3-0. I Reds non si arrendono e recuperano in sei minuti con le reti di Steven Gerrard, del connazionale Vladimír Šmicer e con la rete di Xabi Alonso. Sul tiro di Šmicer da fuori area Baroš riesce a schivare il tiro che porta il punteggio sul 3-2. Nell'azione dalla quale parte il gol di Xabi Alonso, che realizza su respinta di Dida dopo aver sbagliato il rigore, Baroš di tacco riesce a servire la sfera a Gerrard, che viene atterrato in area. Sul finire del secondo tempo viene sostituito per Djibril Cissé. Ai calci di rigore Jerzy Dudek para due rigori e per il Liverpool segnano Dietmar Hamann, Cissé e Šmicer. Il rigore decisivo, tirato dal pallone d'oro Andrij Ševčenko, viene parato da Dudek, consentendo al Liverpool di vincere la Champions League. Nonostante abbia segnato solo due reti, Baroš è stato decisivo ai fini della vittoria della competizione europea, anche perché spesso ha giocato come unica punta.
Baroš ha riferito che il trofeo cadde accidentalmente durante la celebrazione per la vittoria, riportando un'ammaccatura: il Liverpool ha deciso di non riparare il trofeo, perché questa imperfezione gli ha "aggiunto carattere".
Nel giugno 2005 il futuro dell'attaccante ceco a Liverpool è molto incerto: infatti sembra sia prossimo ad un ricongiungimento con Houllier che lo vorrebbe con sé a Lione per giocare nell'Olympique Lione ma nonostante ciò, l'attaccante respinge l'offerta dicendo che deve dimostrare ancora il suo valore a Liverpool. Dal canto suo, il Liverpool vuole cedere il calciatore: ad alimentare queste voci l'arrivo del nuovo attaccante inglese Peter Crouch che Benitez ha espressamente voluto per sostituire Baroš. Il 13 e il 20 agosto disputa da subentrato due incontri di campionato contro Middlesbrough e Sunderland: queste saranno le sue ultime apparizioni con la maglia dei Reds.

#### Aston Villa
Il 23 agosto 2005, Baroš firma un contratto quadriennale con l'Aston Villa per 6,5 milioni di sterline.
Si conclude così l'avventura di Baroš al Liverpool, con il quale ha totalizzato 108 presenze e 27 reti.
Gli viene dato il numero 10. Con i Villans comincia subito bene, realizzando l'unica rete nel successo casalingo contro il Blackburn all'esordio. Realizza un paio di doppiette contro Everton (4-0) e nel derby contro il Birmingham City (3-1). In FA Cup sigla tre reti, due contro il Port Vale e una contro il Manchester City. In Football League Cup realizza una sola marcatura nel rocambolesco 3-8 contro il Wycombe: in questa sfida il Wycombe è in vantaggio per 3-1 nel primo tempo ma negli ultimi quarantacinque minuti di gioco subisce 7 reti, la prima delle quali e ad opera dell'attaccante di Ostrava. La sua stagione si conclude con 30 incontri giocati e 12 reti, di cui 8 in campionato.
La sua prima marcatura nella stagione 2006-2007 la realizza l'11 dicembre 2006 contro lo Sheffield Utd (2-2). Il 7 gennaio 2007 segna in FA Cup l'1-1 contro il Manchester United che vincerà l'incontro per 2-1. Questo è l'ultimo gol per Milan Baroš con la maglia dei Villans.
Conclude la sua permanenza nell'Aston Villa con 51 partite e 14 marcature.

#### Olympique Lione e il prestito al Portsmouth
Il 22 gennaio 2007, Baroš firma un contratto con la squadra francese dell'Olympique Lione, allenata da Houllier. L'accordo prevede uno scambio tra Baroš e l'attaccante norvegese John Carew che passa all'Aston Villa. Il ceco esordisce in Ligue 1 due giorni dopo in Lione-Bordeaux (1-2) subentrando nel secondo tempo a Jérémy Toulalan. Il 28 gennaio realizza la prima rete in campionato contro il Nizza (1-1).
Il 20 aprile, nella sfida contro il Rennes, Baroš è accusato d'aver fatto un gesto razzista nei confronti del calciatore camerunese Stéphane M'Bia (in un'azione, mentre era vicino a M'Bia, Baroš si tappò il naso). Baroš si reputa innocente dicendo che il suo gesto non era razzista: la giuria lo reputa innocente, ma gli infligge lo stesso tre turni di squalifica per comportamento antisportivo.
La Ligue 1 è dominata - dalla settima giornata - dal Lione che vince matematicamente con un mese d'anticipo. In Coppa il Lione raggiunge la finale, che Baroš salta, perdendo poi col Bordeaux 0-1.
L'attaccante comincia la sua nuova stagione a Lione segnando una rete contro l'Auxerre alla prima giornata di campionato. Il 1º novembre, Milan Baroš viene arrestato: le autorità l'hanno fermato poiché viaggiava tra Lione e Ginevra ai 271 km/h, velocità mai raggiunta da nessuno nella regione di Ain. A Baroš è stata ritirata la patente, quindi ha dovuto ritornare a Lione in taxi.
Il 26 gennaio 2008 viene ceduto in prestito al Portsmouth, tornando in Inghilterra. Tra l'8 e il 20 aprile del 2008 rimane infortunato e non disputa nessuna competizione. L'esperienza è negativa, anche perché Baroš non realizza alcuna rete in nessuna competizione.
Il Portsmouth vince la FA Cup, Baroš si rende utile sia ai quarti di finale contro il Manchester United, procurandosi il rigore realizzato da Muntari; sia in semifinale contro il West Bromwich, fornendo l'assist a Nwankwo Kanu per lo 0-1. Nella finale contro il Cardiff City gioca solo pochi minuti, contribuendo ugualmente al successo del club nella competizione.

#### Galatasaray

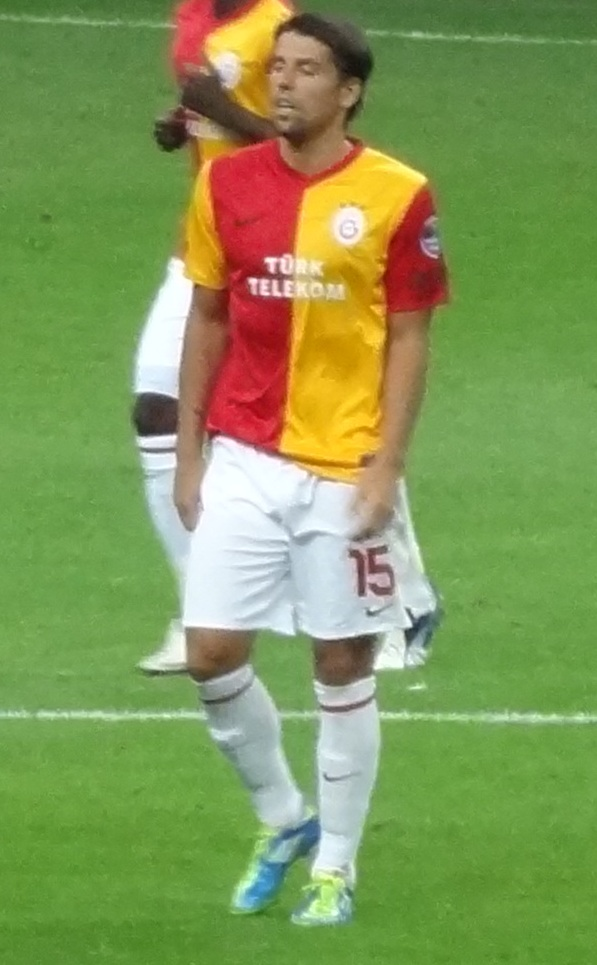
Milan Baroš veste la maglia del Galatasaray

Il 28 agosto 2008 passa alla squadra turca del Galatasaray in cambio di € 5,5 milioni; qui ritrova il suo vecchio compagno d'attacco al Liverpool Harry Kewell. Indossa la maglia numero 15, ed esordisce con i giallorossi il 31 agosto 2008, contro il Kayserispor (0-0), subentrando nel secondo tempo al posto di Ümit Karan. In campionato, Baroš realizza doppiette contro Kocaelispor (1-4), Konyaspor (4-1), Ankaragücü (0-3) e due triplette contro Hacettepe (3-1) e Beşiktaş (4-2, segnando due rigori): mette a segno 20 reti in tutto il torneo, assicurandosi il titolo di capocannoniere del campionato turco. Il Galatasaray chiude la Süper Lig al quinto posto. In Coppa UEFA Baroš realizza sei marcature, tra cui una doppietta contro il Bellinzona (3-4). Termina la sua prima stagione in Turchia, che è anche la migliore sotto il punto di vista realizzativo, con 26 gol in 43 incontri tra tutte le competizioni.
Nella stagione 2009-10 Milan Baroš si sblocca alla terza giornata, realizzando una doppietta al Kayserispor (4-1). Il 12 settembre 2009 firma una doppietta al Beşiktaş (3-0). Il 25 ottobre seguente subisce un infortunio nei primi minuti di gioco della sfida persa 3-1 contro il Fenerbahçe. L'infortunio persiste fino al 9 marzo 2010. Il 15 marzo torna al gol nella sfida contro l'Ankaragücü quando, entrato negli ultimi minuti del secondo tempo, realizza la rete del 3-0. L'11 aprile, Baroš sigla una tripletta contro il Diyarbakırspor (4-1). Baroš conclude la stagione con 11 reti in 17 partite di Süper Lig, una presenza e 0 reti in Coppa di Turchia e 5 gol in 6 incontri di Europa League, totalizzando 16 realizzazioni in 24 partite.
Il Galatasaray raggiunge il terzo posto in campionato, aiutato dai gol di Baroš che, nonostante l'infortunio che l'ha tenuto fuori quattro mesi, diviene il capocannoniere della squadra e il quarto miglior realizzatore del torneo.

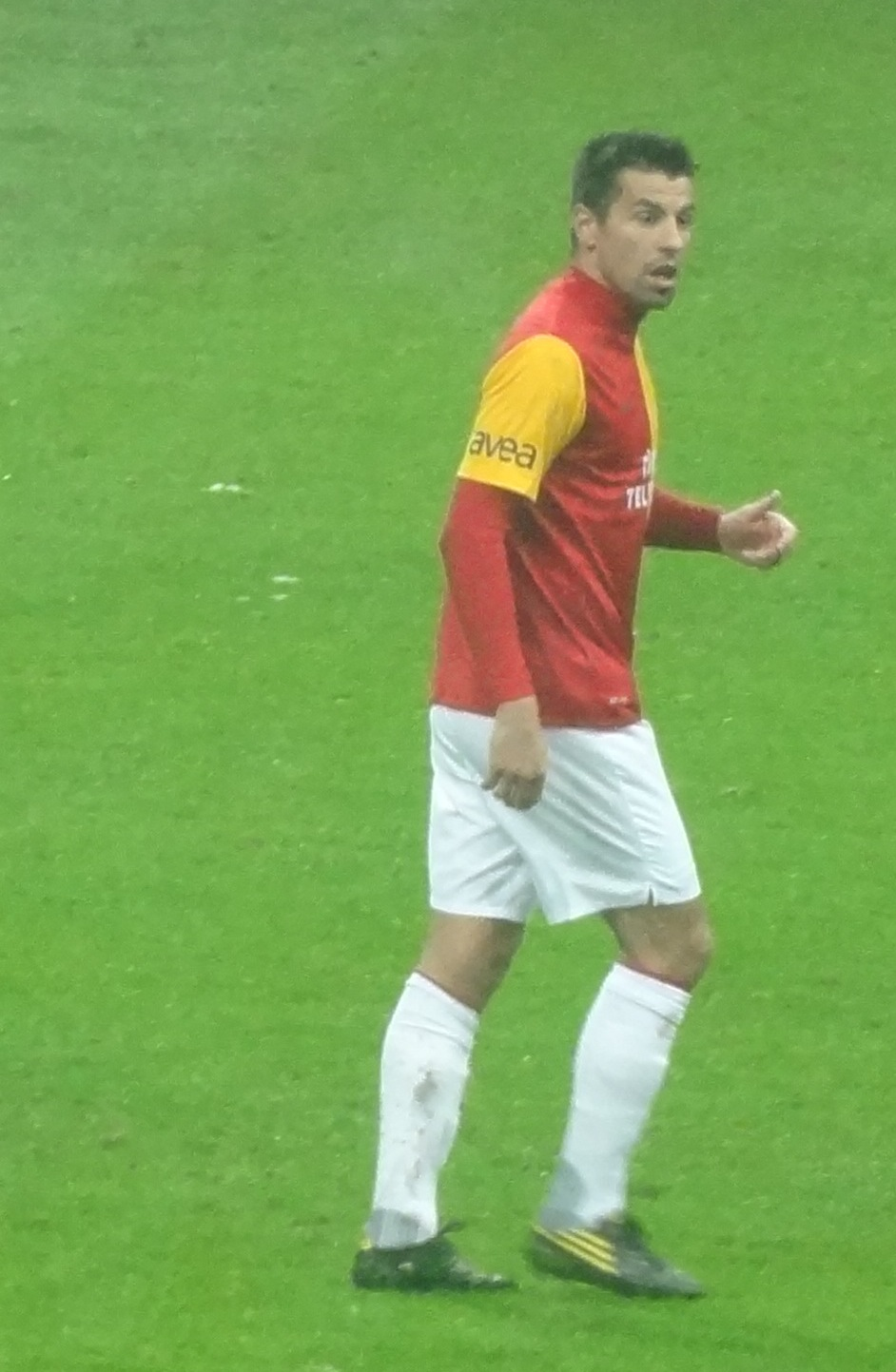
Baroš al Galatasaray

Il 29 agosto 2010 Baroš segna la prima rete in campionato contro l'Eskişehirspor (1-3). Durante la stagione sigla una tripletta contro l'İstanbul BB (3-1), una doppietta contro l'Ankaragücü (2-4) e una doppietta in Europa League contro il Karpaty (2-2). A fine stagione, Baroš, con 9 marcature siglate in 17 partite di campionato, è il capocannoniere dei giallorossi per il terzo anno consecutivo.
Il 2 ottobre realizza un calcio di rigore contro l'Ankaragücü, mettendo a segno la prima rete stagionale (0-3). Il 14 gennaio 2012 dopo aver realizzato una marcatura contro il Karabükspor (5-1) s'infortuna all'inguine: l'infortunio lo terrà lontano dai campi di gioco fino agli inizi di febbraio. Ritorna in campo il 1º febbraio subentrando a Riera nella partita contro l'Antalyaspor (1-1).
Il 13 febbraio 2013 l'agente di Baros dichiara che il giocatore ha lasciato il club turco tramite una rescissione consensuale del contratto, per non aver giocato nemmeno una partita in seguito agli arrivi di Umut Bulut e Burak Yılmaz. Lascia così il Galatasaray dopo 4 stagioni e mezzo con 116 presenze e 60 gol messi a segno in totale.

#### I ritorni al Banik Ostrava e la nuova esperienza turca
Il 18 febbraio 2013 firma un contratto fino a giugno 2014 con il Baník Ostrava, club che lo ha lanciato nel calcio internazionale. Secondo i termini del contratto, il suo stipendio è stato devoluto per far crescere le giovanili del club. Cinque giorni dopo esordisce contro la Dyn. Č. Budějovice (0-0), subentrando nella ripresa a Vlastimil Stožický. Il 9 marzo successivo sigla una tripletta contro il Hradec Králové (3-0) e il 4 maggio realizza una doppietta contro il Příbram (2-0): queste saranno le sue uniche reti stagionali.
Il 13 luglio 2013 si accorda con i turchi dell'Antalyaspor, firmando un biennale: un mese dopo debutta in campionato contro il K. Erciyesspor (0-0), sostituendo nel secondo tempo Lamine Diarra. Il 31 agosto sigla il suo primo gol con la nuova maglia, realizzando l'1-0 parziale contro il Bursaspor (1-2). Il 30 ottobre seguente segna due gol al Turgutluspor (2-3), in un match di Coppa di Turchia, consentendo al club di rimontare l'iniziale svantaggio (2-1) negli ultimi 15' di partita. Nel dicembre 2013 subisce un altro infortunio al legamento crociato anteriore, ed è costretto a saltare il resto della stagione e andare in patria nel gennaio seguente per curarsi dall'infortunio.
Il 12 gennaio 2014 rescinde il contratto con il club turco. Dopo essere rimasto svincolato per diversi mesi, il 24 settembre si accorda nuovamente con il Baník Ostrava, facendo ritorno al club ceco per la seconda volta: firma un contratto annuale. Il 28 febbraio 2015 torna al gol, realizzando il definitivo 1-1 tra il suo Baník e lo Sparta Praga.
Il 19 giugno 2015, in scadenza di contratto, firma un biennale con il Mladá Boleslav. Non gioca l'UEFA Europa League 2015-2016 con il club ceco, che è presto eliminato dal torneo. Esordisce a Liberec contro lo Slovan (4-2), entrando al 75' al posto di Ondřej Zahustel. Il 29 settembre 2015 gioca titolare nella Coppa della Repubblica Ceca contro il Klatovy (0-5), realizzando una doppietta. Il 24 ottobre seguente realizza una doppietta ai danni dello Slovacko (4-1), mettendo a segno i suoi primi gol in campionato. Il 14 febbraio 2016 sigla altre due reti al suo ex Baník Ostrava (3-0), concludendo la stagione con 9 gol in 24 partite tra campionato e coppa.
A fine stagione si trasferisce allo Slovan Liberec, accordandosi per un anno. Esordisce il 31 luglio contro il Mlada Boleslav, match perso 3-0. Il 7 agosto successivo realizza il suo primo gol con la nuova maglia, contro il Vysočina Jihlava (1-1). Il 15 settembre torna a segnare in Europa andando in gol contro il Qaradağ (2-2), nella prima giornata della fase a gironi d'Europa League. Verso il finire dell'annata, realizza una doppietta alla sua ex Mladá Boleslav (4-0), terminando la sua unica stagione a Liberec con un bottino di 6 centri.
Nell'estate 2017 si accasa nuovamente al Baník di Ostrava. La stagione 2017-2018 è una delle sue migliori a livello realizzativo: firma 10 reti, 9 nel torneo ceco che lo vede tra i migliori marcatori del campionato a 36 anni. Il 4 agosto 2018 torna a segnare una tripletta a distanza di cinque anni dall'ultima volta, marcando tutte le reti della sfida contro il Příbram.

#### Ritorno a Vigantice
Il 3 luglio 2020, dopo aver dato inizialmente l'addio al calcio giocato, torna al Vigantice dopo 29 anni dall'ultima volta, competendo per la quinta categoria nazionale.

### Nazionale
Negli anni in Nazionale ha avuto una buona intesa con il compagno di reparto Jan Koller, con cui ha collezionato diverse presenze e segnato molti gol, formando una delle coppie d'attacco europee meglio assortite. In Nazionale maggiore veste la casacca numero 15, mentre in Under-21 ha indossato la maglia numero 9.

#### Nazionali giovanili
Nel 1996 entra nella Nazionale Under-15 della Repubblica Ceca. Il 28 maggio 1997 realizza una doppietta contro i pari età dell'Ungheria (5-1). Conclude la sua esperienza con 7 presenze e 3 reti prima di passare nell'Under-16 esordendo da titolare il 7 ottobre del 1997 contro la selezione bavarese, alla quale segna una rete (3-0). Il 26 aprile 1998 debutta con l'Under-17. Il 20 maggio disputa la sua ultima sfida con la Nazionale Under-17 realizzando una marcatura contro la Polonia (1-1). A settembre gioca le sue prime tre partite in Under-18, esordendo contro l'Italia senza andare a segno.
Il 4 ottobre sigla la sua prima marcatura contro l'Armenia (1-2). Il 13 novembre esordisce nell'Under-21, subentrando e siglando un gol contro la Grecia (3-0).
Con l'Under-21, Baroš partecipa agli Europei 2000 in Slovacchia: segna una sola rete, contro la Croazia, nella fase a gironi. È poi convocato per disputare le Olimpiadi del 2000 a Sydney, senza realizzare alcuna rete.
Partecipa anche all'Europeo 2002 in Svizzera, dove non segna alcuna rete, ma partecipa alla vittoria della squadra, giocando anche la finale vinta ai rigori contro la Francia. Rimane uno dei migliori giocatori dell'Under-21 all'Europeo disputato in Svizzera. Totalizza 19 presenze e 9 reti con l'Under-21.

#### Nazionale maggiore
Il 25 aprile 2001, nemmeno ventenne, esordisce nella Nazionale maggiore contro il Belgio (1-1), incontro nel quale realizza anche una rete. Il 6 giugno 2001 Baroš segna una delle tre reti con cui la Repubblica Ceca batte l'Irlanda del Nord 3-1, sfida valida per le qualificazioni ai Mondiali 2002. Realizza altre reti valide per le qualificazioni ai Mondiali 2002 nelle sfide contro Malta (3-2) e Bulgaria (6-0). Baroš continua a realizzare gol durante le qualificazioni agli Europei 2004: segna due volte contro la Bielorussia (2-0) e (3-1), poi realizza la sua ultima rete delle qualificazioni contro i Paesi Bassi (3-1) il 10 settembre del 2003. La Repubblica Ceca, vincendo 7 partite su 8 e pareggiando solamente contro l'Olanda, passa il girone 3 al primo posto davanti alla Nazionale Orange.
Con la Repubblica Ceca riesce a vincere il girone di qualificazione e ad arrivare alla fase finale degli Europei 2004 in Portogallo. Poco prima di disputare la fase finale del torneo subisce un infortunio. Nella fase finale degli Europei, i cechi si trovano in un girone difficile: Paesi Bassi, Germania e Lettonia. Il primo impegno è contro la formazione baltica: i lettoni passano in vantaggio ma nel secondo tempo i gol di Baroš e di Marek Heinz capovolgeranno il risultato portandolo sul 2-1. Una delle migliori partite giocate in Nazionale da Baroš, è quella contro i Paesi Bassi, quando la formazione di Karel Brückner rimonta da 0-2 a 3-2 vincendo la partita. Baroš sigla il 2-2 nella sfida in cui viene riconosciuto come uno dei migliori in campo. Nell'ultima sfida del girone, la squadra ceca affronta la Germania: i tedeschi passano in vantaggio nel primo tempo, ma è ancora la coppia Heinz-Baroš a ribaltare il punteggio portandolo sul 2-1, nonostante i cechi mettano in campo la seconda squadra. Sono tre reti in tre partite per Milan Baroš e tre rimonte per la Nazionale mitteleuropea. Continua il buon momento di Baroš, che segna una doppietta contro la Danimarca portando la Repubblica Ceca in semifinale: i cechi affrontano la Grecia che, a sorpresa, elimina la squadra grazie a un silver gol di Traïanos Dellas. Nonostante l'eliminazione, Baroš vince il titolo di capocannoniere grazie alle sue cinque reti; ottiene inoltre il riconoscimento Golden Boot e viene inserito nella squadra dell'Europeo.
Baroš viene riconosciuto come il miglior attaccante della Nazionale ceca agli europei. È indicato da Nedved come uno dei migliori talenti della Nazionale ceca.

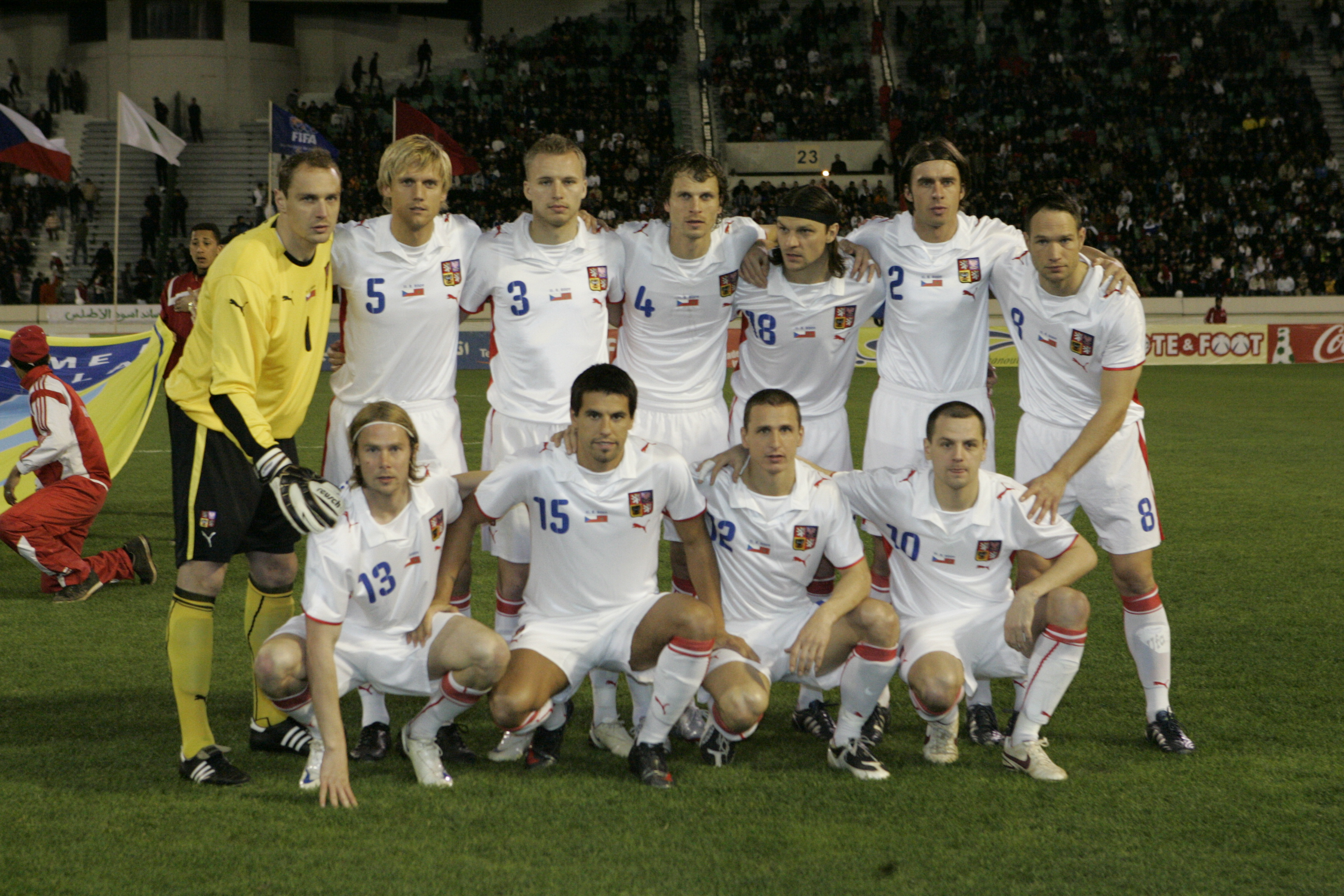
Baroš (secondo dal basso a sinistra) nel 2009

Il 17 novembre, nella partita di qualificazione contro la Macedonia, esce nel primo tempo (sostituito da Marek Heinz) a causa di un infortunio al muscolo flessore. Tornato in Nazionale, segna cinque reti in quattro partite contro Finlandia (4-3), Andorra (0-4 e 8-1) e Macedonia (6-1, doppietta). In seguito realizza l'ultima marcatura ai danni dell'Armenia (4-1). Dopo aver concluso il girone al secondo posto dietro l'Olanda, la Repubblica Ceca affronta e batte, sia ad Oslo sia a Praga, in entrambi i casi per 1-0, la Norvegia.
Pochi giorni prima dell'inizio del Mondiale, Baroš s'infortuna al piede sinistro e salta il Mondiale. La Repubblica Ceca viene inserita nel girone con Italia, Ghana e Stati Uniti. Dopo aver sconfitto gli Stati Uniti (3-0), i cechi si arrendono a Ghana (2-0) e Italia (2-0), facendosi eliminare nella fase a gironi.
Baroš, ormai ripresosi dall'infortunio, prosegue la sua militanza in Nazionale giocando le qualificazioni per l'Europeo 2008. Il 7 ottobre 2006 realizza una doppietta al San Marino e il 24 marzo 2007 segna una rete alla Germania (1-2).
All'Europeo, la Repubblica Ceca viene messa nel gruppo A comprendente Svizzera, Portogallo e Turchia. La Nazionale ceca batte la Svizzera (0-1) e perde contro il Portogallo (1-3, unica partita giocata da Baroš). Nella sfida contro la Turchia, i cechi sono in vantaggio per 2-0, ma negli ultimi 15 minuti i turchi segnano tre reti e passano il turno.
L'impegno successivo della Repubblica Ceca sono i Mondiali 2010 in Sudafrica. Nel girone di qualificazione, Baroš si sblocca alla settima giornata, contro i cugini slovacchi (2-2). Il 9 settembre 2009 realizza un poker di reti contro il San Marino (7-0). A fine torneo è il miglior marcatore della Nazionale ceca e uno dei migliori del girone. La Repubblica Ceca, finendo il girone dietro Slovenia e Slovacchia, non si qualifica per la rassegna Mondiale.
Baroš partecipa anche alle qualificazioni per l'Europeo in Ucraina e Polonia: Milan Baroš contribuisce alla qualificazione ceca segnando un golcontro il Liechtenstein (2-0), il 29 marzo 2011.
L'8 giugno 2012 esordisce da titolare agli Europei nella partita contro la Russia (4-1), venendo sostituito all'85' da David Lafata. Il 22 giugno 2012 dopo l'eliminazione all'europeo, si ritira dalla nazionale.

## Statistiche

### Presenze e reti nei club
Tra club, Nazionale maggiore e Nazionali giovanili (inclusa la Repubblica Ceca olimpica), Baroš ha giocato globalmente 579 partite segnando 232 reti, alla media di 0,4 gol a partita.
Statistiche aggiornate al 3 luglio 2020.
| Stagione             | Squadra              | Campionato           | Campionato | Campionato | Coppe nazionali | Coppe nazionali | Coppe nazionali | Coppe continentali | Coppe continentali | Coppe continentali | Altre coppe | Altre coppe | Altre coppe | Totale | Totale |
| Stagione             | Squadra              | Comp                 | Pres       | Reti       | Comp            | Pres            | Reti            | Comp               | Pres               | Reti               | Comp        | Pres        | Reti        | Pres   | Reti   |
| -------------------- | -------------------- | -------------------- | ---------- | ---------- | --------------- | --------------- | --------------- | ------------------ | ------------------ | ------------------ | ----------- | ----------- | ----------- | ------ | ------ |
| 1998-1999            | Baník Ostrava        | 1L                   | 6          | 0          | CC              |                 |                 | -                  | -                  | -                  | -           | -           | -           | 6      | 0      |
| 1999-2000            | Baník Ostrava        | 1L                   | 29         | 6          | CC              |                 |                 | -                  | -                  | -                  | -           | -           | -           | 29     | 6      |
| 2000-2001            | Baník Ostrava        | 1L                   | 26         | 6          | CC              |                 |                 | -                  | -                  | -                  | -           | -           | -           | 26     | 6      |
| 2001-gen. 2002       | Baník Ostrava        | 1L                   | 15         | 11         | CC              |                 |                 | -                  | -                  | -                  | -           | -           | -           | 15     | 11     |
| gen.-giu. 2002       | Liverpool            | PL                   | 0          | 0          | FACup+CdL       | 0+0             | 0               | UCL                | 1                  | 0                  | -           | -           | -           | 1      | 0      |
| 2002-2003            | Liverpool            | PL                   | 27         | 9          | FACup+CdL       | 1+4             | 0+2             | UCL+CU             | 5+4                | 1+0                | CS          | 1           | 0           | 42     | 12     |
| 2003-2004            | Liverpool            | PL                   | 13         | 1          | FACup+CdL       | 1+0             | 0               | CU                 | 4                  | 1                  | -           | -           | -           | 18     | 2      |
| 2004-2005            | Liverpool            | PL                   | 26         | 9          | FACup+CdL       | 1+4             | 0+2             | UCL                | 14                 | 2                  | -           | -           | -           | 45     | 13     |
| ago. 2005-2006       | Liverpool            | PL                   | 2          | 0          | FACup+CdL       | 0+0             | 0               | UCL                | -                  | -                  | SU+Cmc      | -           | -           | 2      | 0      |
| Totale Liverpool     | Totale Liverpool     | Totale Liverpool     | 68         | 19         |                 | 11              | 4               |                    | 28                 | 4                  |             | 1           | 0           | 108    | 27     |
| 2005-2006            | Aston Villa          | PL                   | 25         | 8          | FACup+CdL       | 3+2             | 3+1             | -                  | -                  | -                  | -           | -           | -           | 30     | 12     |
| 2006-gen. 2007       | Aston Villa          | PL                   | 17         | 1          | FACup+CdL       | 1+3             | 1+0             | -                  | -                  | -                  | -           | -           | -           | 21     | 2      |
| Totale Aston Villa   | Totale Aston Villa   | Totale Aston Villa   | 42         | 9          |                 | 9               | 5               |                    |                    |                    |             |             |             | 51     | 14     |
| gen.-giu. 2007       | O. Lione             | L1                   | 12         | 4          | CF+CdL          | 0+0             | 0               | UCL                | 1                  | 0                  | -           | -           | -           | 13     | 4      |
| 2007-gen. 2008       | O. Lione             | L1                   | 12         | 3          | CF+CdL          | 1+1             | 0               | UCL                | 3                  | 0                  | SF          | 1           | 0           | 18     | 3      |
| Totale O. Lione      | Totale O. Lione      | Totale O. Lione      | 24         | 7          |                 | 2               | 0               |                    | 4                  | 0                  |             | 1           | 0           | 31     | 7      |
| gen.-giu. 2008       | Portsmouth           | PL                   | 12         | 0          | FACup+CdL       | 4+0             | 0               | -                  | -                  | -                  | -           | -           | -           | 16     | 0      |
| 2008-2009            | Galatasaray          | SL                   | 31         | 20         | CT              | 3               | 1               | UCL+CU             | 0+9                | 0+5                | -           | -           | -           | 43     | 26     |
| 2009-2010            | Galatasaray          | SL                   | 17         | 11         | CT              | 1               | 0               | UEL                | 6                  | 5                  | -           | -           | -           | 24     | 16     |
| 2010-2011            | Galatasaray          | SL                   | 17         | 9          | CT              | 2               | 0               | UEL                | 2                  | 2                  | -           | -           | -           | 21     | 11     |
| 2011-2012            | Galatasaray          | SL                   | 28         | 8          | CT              | 1               | 0               | -                  | -                  | -                  | -           | -           | -           | 29     | 8      |
| lug. 2012-feb. 2013  | Galatasaray          | SL                   | 0          | 0          | CT              | 0               | 0               | -                  | -                  | -                  | -           | -           | -           | 0      | 0      |
| Totale Galatasaray   | Totale Galatasaray   | Totale Galatasaray   | 93         | 48         |                 | 7               | 1               |                    | 17                 | 12                 |             |             |             | 117    | 61     |
| feb.-giu. 2013       | Baník Ostrava        | 1L                   | 12         | 5          | CC              | -               | -               | -                  | -                  | -                  | -           | -           | -           | 12     | 5      |
| 2013-2014            | Antalyaspor          | SL                   | 13         | 2          | CT              | 3               | 2               | -                  | -                  | -                  | -           | -           | -           | 16     | 4      |
| 2014-2015            | Baník Ostrava        | 1L                   | 11         | 2          | CC              | 0               | 0               | -                  | -                  | -                  | -           | -           | -           | 11     | 2      |
| 2015-2016            | Mladá Boleslav       | 1L                   | 21         | 6          | CC              | 3               | 3               | UEL                | 0                  | 0                  | -           | -           | -           | 24     | 9      |
| 2016-2017            | Slovan Liberec       | 1L                   | 24         | 5          | CC              | 0               | 0               | UEL                | 5                  | 1                  | -           | -           | -           | 29     | 6      |
| 2017-2018            | Baník Ostrava        | 1L                   | 25         | 9          | CC              | 2               | 1               | -                  | -                  | -                  | -           | -           | -           | 27     | 10     |
| 2018-2019            | Baník Ostrava        | 1L                   | 17         | 6          | CC              | 1               | 1               | -                  | -                  | -                  | -           | -           | -           | 18     | 7      |
| 2019-2020            | Baník Ostrava        | 1L                   | 17         | 1          | CC              | 2               | 2               | -                  | -                  | -                  | -           | -           | -           | 19     | 3      |
| Totale Baník Ostrava | Totale Baník Ostrava | Totale Baník Ostrava | 157        | 46         |                 | 5               | 4               |                    | -                  | -                  |             | -           | -           | 162    | 50     |
| Totale carriera      | Totale carriera      | Totale carriera      | 454        | 141        |                 | 44              | 19              |                    | 54                 | 17                 |             | 2           | 0           | 554    | 177    |

### Cronologia presenze e reti in nazionale
| Cronologia completa delle presenze e delle reti in nazionale ― Rep. Ceca | Cronologia completa delle presenze e delle reti in nazionale ― Rep. Ceca | Cronologia completa delle presenze e delle reti in nazionale ― Rep. Ceca | Cronologia completa delle presenze e delle reti in nazionale ― Rep. Ceca | Cronologia completa delle presenze e delle reti in nazionale ― Rep. Ceca | Cronologia completa delle presenze e delle reti in nazionale ― Rep. Ceca | Cronologia completa delle presenze e delle reti in nazionale ― Rep. Ceca | Cronologia completa delle presenze e delle reti in nazionale ― Rep. Ceca |
| Data                                                                     | Città                                                                    | In casa                                                                  | Risultato                                                                | Ospiti                                                                   | Competizione                                                             | Reti                                                                     | Note                                                                     |
| ------------------------------------------------------------------------ | ------------------------------------------------------------------------ | ------------------------------------------------------------------------ | ------------------------------------------------------------------------ | ------------------------------------------------------------------------ | ------------------------------------------------------------------------ | ------------------------------------------------------------------------ | ------------------------------------------------------------------------ |
| 25-4-2001                                                                | Praga                                                                    | Rep. Ceca                                                                | 1 – 1                                                                    | Belgio                                                                   | Amichevole                                                               | 1                                                                        | 46’                                                                      |
| 6-6-2001                                                                 | Teplice                                                                  | Rep. Ceca                                                                | 3 – 1                                                                    | Irlanda del Nord                                                         | Qual. Mondiali 2002                                                      | 1                                                                        | 65’                                                                      |
| 15-8-2001                                                                | Drnovice                                                                 | Rep. Ceca                                                                | 5 – 0                                                                    | Corea del Sud                                                            | Amichevole                                                               | -                                                                        | 74’                                                                      |
| 1-9-2001                                                                 | Reykjavík                                                                | Islanda                                                                  | 3 – 1                                                                    | Rep. Ceca                                                                | Qual. Mondiali 2002                                                      | -                                                                        | 14’                                                                      |
| 5-9-2001                                                                 | Teplice                                                                  | Rep. Ceca                                                                | 3 – 2                                                                    | Malta                                                                    | Qual. Mondiali 2002                                                      | 1                                                                        | 54’                                                                      |
| 6-10-2001                                                                | Praga                                                                    | Rep. Ceca                                                                | 6 – 0                                                                    | Bulgaria                                                                 | Qual. Mondiali 2002                                                      | 1                                                                        |                                                                          |
| 10-11-2001                                                               | Bruxelles                                                                | Belgio                                                                   | 1 – 0                                                                    | Rep. Ceca                                                                | Qual. Mondiali 2002                                                      | -                                                                        |                                                                          |
| 14-11-2001                                                               | Praga                                                                    | Rep. Ceca                                                                | 0 – 1                                                                    | Belgio                                                                   | Qual. Mondiali 2002                                                      | -                                                                        | 44’, 90’                                                                 |
| 12-2-2002                                                                | Larnaca                                                                  | Rep. Ceca                                                                | 2 – 0                                                                    | Ungheria                                                                 | Amichevole                                                               | -                                                                        | 46’                                                                      |
| 13-2-2002                                                                | Nicosia                                                                  | Cipro                                                                    | 3 – 4                                                                    | Rep. Ceca                                                                | Amichevole                                                               | -                                                                        | 90’                                                                      |
| 21-8-2002                                                                | Olomouc                                                                  | Rep. Ceca                                                                | 4 – 1                                                                    | Slovenia                                                                 | Amichevole                                                               | -                                                                        | 56’                                                                      |
| 6-9-2002                                                                 | Praga                                                                    | Rep. Ceca                                                                | 5 – 0                                                                    | Jugoslavia                                                               | Amichevole                                                               | 2                                                                        | 46’                                                                      |
| 16-10-2002                                                               | Teplice                                                                  | Rep. Ceca                                                                | 2 – 0                                                                    | Bielorussia                                                              | Qual. Euro 2004                                                          | 1                                                                        |                                                                          |
| 20-11-2002                                                               | Teplice                                                                  | Rep. Ceca                                                                | 3 – 3                                                                    | Svezia                                                                   | Amichevole                                                               | 1                                                                        | 81’                                                                      |
| 12-2-2003                                                                | Saint-Denis                                                              | Francia                                                                  | 0 – 2                                                                    | Rep. Ceca                                                                | Amichevole                                                               | 1                                                                        | 56’ 79’                                                                  |
| 29-3-2003                                                                | Rotterdam                                                                | Paesi Bassi                                                              | 1 – 1                                                                    | Rep. Ceca                                                                | Qual. Euro 2004                                                          | -                                                                        | 68’                                                                      |
| 2-4-2003                                                                 | Praga                                                                    | Rep. Ceca                                                                | 4 – 0                                                                    | Austria                                                                  | Qual. Euro 2004                                                          | -                                                                        | 68’                                                                      |
| 30-4-2003                                                                | Teplice                                                                  | Rep. Ceca                                                                | 4 – 0                                                                    | Turchia                                                                  | Amichevole                                                               | 1                                                                        | 68’                                                                      |
| 11-6-2003                                                                | Olomouc                                                                  | Rep. Ceca                                                                | 5 – 0                                                                    | Moldavia                                                                 | Qual. Euro 2004                                                          | -                                                                        | 59’                                                                      |
| 6-9-2003                                                                 | Minsk                                                                    | Bielorussia                                                              | 1 – 3                                                                    | Rep. Ceca                                                                | Qual. Euro 2004                                                          | 1                                                                        | 65’                                                                      |
| 10-9-2003                                                                | Praga                                                                    | Rep. Ceca                                                                | 3 – 1                                                                    | Paesi Bassi                                                              | Qual. Euro 2004                                                          | 1                                                                        | 61’ 93’                                                                  |
| 31-3-2004                                                                | Dublino                                                                  | Irlanda                                                                  | 2 – 1                                                                    | Rep. Ceca                                                                | Amichevole                                                               | 1                                                                        | 84’                                                                      |
| 28-4-2004                                                                | Praga                                                                    | Rep. Ceca                                                                | 0 – 1                                                                    | Giappone                                                                 | Amichevole                                                               | -                                                                        | 46’                                                                      |
| 2-6-2004                                                                 | Praga                                                                    | Rep. Ceca                                                                | 3 – 1                                                                    | Bulgaria                                                                 | Amichevole                                                               | 1                                                                        | 46’                                                                      |
| 6-6-2004                                                                 | Teplice                                                                  | Rep. Ceca                                                                | 2 – 0                                                                    | Estonia                                                                  | Amichevole                                                               | 2                                                                        | 36’                                                                      |
| 15-6-2004                                                                | Aveiro                                                                   | Rep. Ceca                                                                | 2 – 1                                                                    | Lettonia                                                                 | Euro 2004                                                                | 1                                                                        | 87’                                                                      |
| 19-6-2004                                                                | Aveiro                                                                   | Rep. Ceca                                                                | 3 – 2                                                                    | Paesi Bassi                                                              | Euro 2004                                                                | 1                                                                        |                                                                          |
| 23-6-2004                                                                | Lisbona                                                                  | Rep. Ceca                                                                | 2 – 1                                                                    | Germania                                                                 | Euro 2004                                                                | 1                                                                        | 58’                                                                      |
| 27-6-2004                                                                | Porto                                                                    | Rep. Ceca                                                                | 3 – 0                                                                    | Danimarca                                                                | Euro 2004 - Quarti di finale                                             | 2                                                                        | 71’                                                                      |
| 1-7-2004                                                                 | Porto                                                                    | Rep. Ceca                                                                | 0 – 1 dts                                                                | Grecia                                                                   | Euro 2004 - Semifinale                                                   | -                                                                        | 102’                                                                     |
| 18-8-2004                                                                | Praga                                                                    | Rep. Ceca                                                                | 0 – 0                                                                    | Grecia                                                                   | Amichevole                                                               | -                                                                        | 46’                                                                      |
| 8-9-2004                                                                 | Amsterdam                                                                | Paesi Bassi                                                              | 2 – 0                                                                    | Rep. Ceca                                                                | Qual. Mondiali 2006                                                      | -                                                                        | 18’                                                                      |
| 9-10-2004                                                                | Praga                                                                    | Rep. Ceca                                                                | 1 – 0                                                                    | Romania                                                                  | Qual. Mondiali 2006                                                      | -                                                                        | 78’ 84’                                                                  |
| 17-11-2004                                                               | Skopje                                                                   | Macedonia                                                                | 0 – 2                                                                    | Rep. Ceca                                                                | Qual. Mondiali 2006                                                      | -                                                                        | 16’                                                                      |
| 9-2-2005                                                                 | Celje                                                                    | Slovenia                                                                 | 0 – 3                                                                    | Rep. Ceca                                                                | Amichevole                                                               | -                                                                        | 46’                                                                      |
| 26-3-2005                                                                | Teplice                                                                  | Rep. Ceca                                                                | 4 – 3                                                                    | Finlandia                                                                | Qual. Mondiali 2006                                                      | 1                                                                        | 53’                                                                      |
| 30-3-2005                                                                | Andorra La Vella                                                         | Andorra                                                                  | 0 – 4                                                                    | Rep. Ceca                                                                | Qual. Mondiali 2006                                                      | 1                                                                        | 60’                                                                      |
| 4-6-2005                                                                 | Liberec                                                                  | Rep. Ceca                                                                | 8 – 1                                                                    | Andorra                                                                  | Qual. Mondiali 2006                                                      | 1                                                                        |                                                                          |
| 8-6-2005                                                                 | Teplice                                                                  | Rep. Ceca                                                                | 6 – 1                                                                    | Macedonia                                                                | Qual. Mondiali 2006                                                      | 1                                                                        |                                                                          |
| 17-8-2005                                                                | Göteborg                                                                 | Svezia                                                                   | 2 – 1                                                                    | Rep. Ceca                                                                | Amichevole                                                               | -                                                                        |                                                                          |
| 3-9-2005                                                                 | Costanza                                                                 | Romania                                                                  | 2 – 0                                                                    | Rep. Ceca                                                                | Qual. Mondiali 2006                                                      | -                                                                        |                                                                          |
| 7-9-2005                                                                 | Olomouc                                                                  | Rep. Ceca                                                                | 4 – 1                                                                    | Armenia                                                                  | Qual. Mondiali 2006                                                      | 1                                                                        | 80’                                                                      |
| 8-10-2005                                                                | Praga                                                                    | Rep. Ceca                                                                | 0 – 2                                                                    | Paesi Bassi                                                              | Qual. Mondiali 2006                                                      | -                                                                        | 69’                                                                      |
| 12-11-2005                                                               | Oslo                                                                     | Norvegia                                                                 | 0 – 1                                                                    | Rep. Ceca                                                                | Qual. Mondiali 2006                                                      | -                                                                        | 61’                                                                      |
| 16-11-2005                                                               | Praga                                                                    | Rep. Ceca                                                                | 1 – 0                                                                    | Norvegia                                                                 | Qual. Mondiali 2006                                                      | -                                                                        | 90’                                                                      |
| 1-3-2006                                                                 | Smirne                                                                   | Turchia                                                                  | 2 – 2                                                                    | Rep. Ceca                                                                | Amichevole                                                               | -                                                                        | 89’                                                                      |
| 26-5-2006                                                                | Innsbruck                                                                | Rep. Ceca                                                                | 2 – 0                                                                    | Arabia Saudita                                                           | Amichevole                                                               | 1                                                                        | 89’                                                                      |
| 30-5-2006                                                                | Jablonec                                                                 | Rep. Ceca                                                                | 1 – 0                                                                    | Costa Rica                                                               | Amichevole                                                               | -                                                                        | 46’                                                                      |
| 3-6-2006                                                                 | Praga                                                                    | Rep. Ceca                                                                | 3 – 0                                                                    | Trinidad e Tobago                                                        | Amichevole                                                               | -                                                                        | 46’                                                                      |
| 22-6-2006                                                                | Amburgo                                                                  | Italia                                                                   | 2 – 0                                                                    | Rep. Ceca                                                                | Mondiali 2006 - 1º turno                                                 | -                                                                        | 64’                                                                      |
| 7-10-2006                                                                | Liberec                                                                  | Rep. Ceca                                                                | 7 – 0                                                                    | San Marino                                                               | Qual. Euro 2008                                                          | 2                                                                        |                                                                          |
| 11-10-2006                                                               | Dublino                                                                  | Irlanda                                                                  | 1 – 1                                                                    | Rep. Ceca                                                                | Qual. Euro 2008                                                          | -                                                                        | 30’ 82’                                                                  |
| 15-11-2006                                                               | Praga                                                                    | Rep. Ceca                                                                | 1 – 1                                                                    | Danimarca                                                                | Amichevole                                                               | 1                                                                        |                                                                          |
| 7-2-2007                                                                 | Bruxelles                                                                | Belgio                                                                   | 0 – 2                                                                    | Rep. Ceca                                                                | Amichevole                                                               | -                                                                        | 55’                                                                      |
| 24-3-2007                                                                | Praga                                                                    | Rep. Ceca                                                                | 1 – 2                                                                    | Germania                                                                 | Qual. Euro 2008                                                          | 1                                                                        |                                                                          |
| 28-3-2007                                                                | Liberec                                                                  | Rep. Ceca                                                                | 1 – 0                                                                    | Cipro                                                                    | Qual. Euro 2008                                                          | -                                                                        | 77’                                                                      |
| 2-6-2007                                                                 | Cardiff                                                                  | Galles                                                                   | 0 – 0                                                                    | Rep. Ceca                                                                | Qual. Euro 2008                                                          | -                                                                        | 46’                                                                      |
| 22-8-2007                                                                | Vienna                                                                   | Austria                                                                  | 1 – 1                                                                    | Rep. Ceca                                                                | Amichevole                                                               | -                                                                        |                                                                          |
| 12-9-2007                                                                | Praga                                                                    | Rep. Ceca                                                                | 1 – 0                                                                    | Irlanda                                                                  | Qual. Euro 2008                                                          | -                                                                        | 59’ 89’                                                                  |
| 17-11-2007                                                               | Praga                                                                    | Rep. Ceca                                                                | 3 – 1                                                                    | Slovacchia                                                               | Qual. Euro 2008                                                          | -                                                                        | 70’                                                                      |
| 21-11-2007                                                               | Nicosia                                                                  | Cipro                                                                    | 0 – 2                                                                    | Rep. Ceca                                                                | Qual. Euro 2008                                                          | -                                                                        | 57’                                                                      |
| 6-2-2008                                                                 | Larnaca                                                                  | Polonia                                                                  | 2 – 0                                                                    | Rep. Ceca                                                                | Amichevole                                                               | -                                                                        |                                                                          |
| 26-3-2008                                                                | Herning                                                                  | Danimarca                                                                | 1 – 1                                                                    | Rep. Ceca                                                                | Amichevole                                                               | -                                                                        | 62’                                                                      |
| 27-5-2008                                                                | Praga                                                                    | Rep. Ceca                                                                | 2 – 0                                                                    | Lituania                                                                 | Amichevole                                                               | -                                                                        | 46’                                                                      |
| 11-6-2008                                                                | Ginevra                                                                  | Portogallo                                                               | 3 – 1                                                                    | Rep. Ceca                                                                | Euro 2008 - 1º turno                                                     | -                                                                        |                                                                          |
| 20-8-2008                                                                | Londra                                                                   | Inghilterra                                                              | 2 – 2                                                                    | Rep. Ceca                                                                | Amichevole                                                               | 1                                                                        | 46’                                                                      |
| 10-9-2008                                                                | Belfast                                                                  | Irlanda del Nord                                                         | 0 – 0                                                                    | Rep. Ceca                                                                | Qual. Mondiali 2010                                                      | -                                                                        | 77’                                                                      |
| 11-10-2008                                                               | Chorzów                                                                  | Polonia                                                                  | 2 – 1                                                                    | Rep. Ceca                                                                | Qual. Mondiali 2010                                                      | -                                                                        | 81’                                                                      |
| 15-10-2008                                                               | Teplice                                                                  | Rep. Ceca                                                                | 1 – 0                                                                    | Slovenia                                                                 | Qual. Mondiali 2010                                                      | -                                                                        | 89’ 90’                                                                  |
| 19-11-2008                                                               | Serravalle                                                               | San Marino                                                               | 0 – 3                                                                    | Rep. Ceca                                                                | Qual. Mondiali 2010                                                      | -                                                                        | 81’                                                                      |
| 11-2-2009                                                                | Casablanca                                                               | Marocco                                                                  | 0 – 0                                                                    | Rep. Ceca                                                                | Amichevole                                                               | -                                                                        | 46’                                                                      |
| 28-3-2009                                                                | Maribor                                                                  | Slovenia                                                                 | 0 – 0                                                                    | Rep. Ceca                                                                | Qual. Mondiali 2010                                                      | -                                                                        | 90’                                                                      |
| 1-4-2009                                                                 | Praga                                                                    | Rep. Ceca                                                                | 1 – 2                                                                    | Slovacchia                                                               | Qual. Mondiali 2010                                                      | -                                                                        |                                                                          |
| 12-8-2009                                                                | Teplice                                                                  | Rep. Ceca                                                                | 3 – 1                                                                    | Belgio                                                                   | Amichevole                                                               | 1                                                                        | 46’                                                                      |
| 5-9-2009                                                                 | Bratislava                                                               | Slovacchia                                                               | 2 – 2                                                                    | Rep. Ceca                                                                | Qual. Mondiali 2010                                                      | 1                                                                        | 54’                                                                      |
| 9-9-2009                                                                 | Uherské Hradiště                                                         | Rep. Ceca                                                                | 7 – 0                                                                    | San Marino                                                               | Qual. Mondiali 2010                                                      | 4                                                                        |                                                                          |
| 10-10-2009                                                               | Praga                                                                    | Rep. Ceca                                                                | 2 – 0                                                                    | Polonia                                                                  | Qual. Mondiali 2010                                                      | -                                                                        |                                                                          |
| 14-10-2009                                                               | Praga                                                                    | Rep. Ceca                                                                | 0 – 0                                                                    | Irlanda del Nord                                                         | Qual. Mondiali 2010                                                      | -                                                                        |                                                                          |
| 7-9-2010                                                                 | Olomouc                                                                  | Rep. Ceca                                                                | 0 – 1                                                                    | Lituania                                                                 | Qual. Euro 2012                                                          | -                                                                        |                                                                          |
| 25-3-2011                                                                | Granada                                                                  | Spagna                                                                   | 2 – 1                                                                    | Rep. Ceca                                                                | Qual. Euro 2012                                                          | -                                                                        |                                                                          |
| 29-3-2011                                                                | České Budějovice                                                         | Rep. Ceca                                                                | 2 – 0                                                                    | Liechtenstein                                                            | Qual. Euro 2012                                                          | 1                                                                        |                                                                          |
| 10-8-2011                                                                | Oslo                                                                     | Norvegia                                                                 | 3 – 0                                                                    | Rep. Ceca                                                                | Amichevole                                                               | -                                                                        | 81’                                                                      |
| 3-9-2011                                                                 | Glasgow                                                                  | Scozia                                                                   | 2 – 2                                                                    | Rep. Ceca                                                                | Qual. Euro 2012                                                          | -                                                                        | 90’ 90+2’                                                                |
| 7-10-2011                                                                | Praga                                                                    | Rep. Ceca                                                                | 0 – 2                                                                    | Spagna                                                                   | Qual. Euro 2012                                                          | -                                                                        | 62’                                                                      |
| 11-10-2011                                                               | Kaunas                                                                   | Lituania                                                                 | 1 – 4                                                                    | Rep. Ceca                                                                | Qual. Euro 2012                                                          | -                                                                        | 59’                                                                      |
| 15-11-2011                                                               | Podgorica                                                                | Montenegro                                                               | 0 – 1                                                                    | Rep. Ceca                                                                | Qual. Euro 2012                                                          | -                                                                        | 84’ 88’                                                                  |
| 29-2-2012                                                                | Dublino                                                                  | Irlanda                                                                  | 1 – 1                                                                    | Rep. Ceca                                                                | Amichevole                                                               | 1                                                                        | 59’                                                                      |
| 26-5-2012                                                                | Graz                                                                     | Rep. Ceca                                                                | 2 – 1                                                                    | Israele                                                                  | Amichevole                                                               | 1                                                                        | 46’                                                                      |
| 1-6-2012                                                                 | Praga                                                                    | Rep. Ceca                                                                | 1 – 2                                                                    | Ungheria                                                                 | Amichevole                                                               | -                                                                        | 62’                                                                      |
| 8-6-2012                                                                 | Breslavia                                                                | Russia                                                                   | 4 – 1                                                                    | Rep. Ceca                                                                | Euro 2012 - 1º turno                                                     | -                                                                        | 85’                                                                      |
| 12-6-2012                                                                | Breslavia                                                                | Grecia                                                                   | 1 – 2                                                                    | Rep. Ceca                                                                | Euro 2012 - 1º turno                                                     | -                                                                        | 64’                                                                      |
| 16-6-2012                                                                | Breslavia                                                                | Rep. Ceca                                                                | 1 – 0                                                                    | Polonia                                                                  | Euro 2012 - 1º turno                                                     | -                                                                        | 90+1’                                                                    |
| 21-6-2012                                                                | Varsavia                                                                 | Portogallo                                                               | 1 – 0                                                                    | Rep. Ceca                                                                | Euro 2012 - Quarti di finale                                             | -                                                                        |                                                                          |
| Totale                                                                   |                                                                          | Presenze (5º posto)                                                      | 93                                                                       |                                                                          | Reti (2º posto)                                                          | 41                                                                       |                                                                          |

## Palmarès

### Club

#### Competizioni nazionali
- Coppa di Lega inglese: 1

Liverpool: 2002-2003
- Campionato francese: 1

Lione: 2006-2007
- Supercoppa francese: 1

Lione: 2007
- Coppa d'Inghilterra: 1

Portsmouth: 2007-2008
- Campionato turco: 1

Galatasaray: 2011-2012
- Supercoppa di Turchia: 1

Galatasaray: 2012
- Coppa della Repubblica Ceca: 1

Mladá Boleslav: 2015-2016

#### Competizioni internazionali
- UEFA Champions League: 1

Liverpool: 2004-2005

### Nazionale
- Campionato d'Europa Under-21: 1

Svizzera 2002

### Individuale
- Talento ceco dell'anno: 1

2000
- Capocannoniere dell'Europeo: 1

2004 (5 gol)
- Capocannoniere del Süper Lig: 1

2008-2009 (20 gol)